# ワンジュ (ナラ氏)
ワンジュ (またはワンジュ･ワイラン) はナラ氏女真族。初代ハダ部主。ハダナラ氏始祖。「ワイラン」は満洲語で、一種の官名。
父・ケシネが殺害された際に、開原 (現遼寧省開原市) の一帯へ南下して同地部落の部主となり、明朝に事えて後に女真諸部に覇を唱えたが、属部の叛乱で殺害された。

## 略歴
嘉靖12 (1533) 年、塔山左衛の内乱でケシネ左都督が殺害された。ケシネ左都督の次子・ワンジュは同衛の外に出ていため難を免れた。ワンジュは迫害を逃れるべく松花江沿岸から一族を連れて南下し、開原 (現遼寧省鉄嶺市開原市) 靖安堡の広順関 (明朝から南関と呼ばれる) の外を流れるハダ･ビラ (哈達河＝現・清河)一帯に落ち着くと、その北岸にハダ･ホトン (哈達城) を築いてハダ部主となった。
嘉靖19 (1540) 年旧暦3月27日、朵林山衛の都督僉事・額真哥らと古城衞の指揮同知・哈塔らが、時間を同じくして入貢した。額真哥がこの時、哈塔らにワンジュの秘密を訐(あば)きたてようとした為、ワンジュ属部の額克捏らは哈塔らを謗(そし)り口論となった。世宗・嘉靖帝が遼東鎮巡官を召して事情を追究させ、判明したところに拠ると、ワンジュは先ごろ海西部の兀允住と結託し、者帖列山衞 (/綽拉題山衛：ニングタ域内に比定)の郎中・把禿らを殺害して貢勅35道を奪った。その後、把大という者が兵を率いて兀允住を討ち仇をとったが、勅書35道はワンジュの許にのこった。ワンジュは額克捏らに命じて、手許にのこった貢勅に書かれている哈塔らの名を騙って入貢させたという。これを承けて嘉靖帝は、貢勅を哈塔らに返還し、また、額克捏らの進納した馬は既に官用に充てていた為、褒賞は約束通り与えたが、ワンジュの入貢を禁止した。
嘉靖22 (1543) 年旧暦7月18日、入貢停止処分が解除され、更に都指揮僉事から都督僉事に昇任した。ワンジュは、嘉靖19年に入貢を停止された後、朵顔衛が北虜 (チャハル部?) と結託して開原などを襲撃するという情報を未然に上奏していた為、その功績を理由に停止処分の解除を求めていた。明朝は激励の意味をこめて官職を昇格させ、併せて、部落の入貢を統轄するよう命じた。
嘉靖29 (1550) 年 (/嘉靖24-25年)頃、明朝の命令を承け、塔魯木衛都督僉事・チュクンゲを誅殺して貢勅700を横奪し、13部落を奪取した。チュクンゲの子孫は殺された父祖の無念と奪われた貢勅および部落を代々忘れず、執拗にハダの部落を襲い、この確執はハダが滅亡するまで続いた。
嘉靖30 (1551) 年旧暦7月5日、都督への昇任を要望し、許可された。海西などの諸衛の敕書999通はすべてワンジュの所有となり、建州の500通をも管制したことで、ハダは女真各部における覇者となった。史書はハダの隆盛を「東夷ハ海西、建州ヨリ182衛、20所、56站ガ皆其ノ約束ニ聴(したが)ヒ……一時ハ開遼東辺、一夷トシテ敢ヘテ居民ヲ犯ス無キハ、皆(王)忠ノ力也」と称えている。周辺のモンゴル、遠方の東海女真各部でさえもワンジュを首領として敬い、每年貢賦を納めた。
嘉靖31 (1552) 年、属部が叛乱してワンジュは殺害され、子のボルコン･シェジンはシベ部のスイハという城 (現吉林省吉林市西方)に身を隠していたワンを招聘して部主の地位を承継させた。萬は叛乱を制圧するとワンジュの築いた基礎をもとにハダ･グルンを樹立し、汗(ハーン)を称した。

## 子孫
- 子・ボルコン･シェジン[24]
- 子不詳
  - 孫不詳
    - 曾孫父不詳・蘇巴海スバハイ (及びその実兄弟) の子孫 →「スバハイ」

## 参照先・脚註
1. 1 2 3  “ᠸᠠᡳᠯᠠᠨ wailan”. 新满汉大词典. 新疆人民出版社. p. 800. "[名] ❶〈官〉宰 (古官名)。❷〈官〉外郎 (小官吏名)：wailan i adali akū oci ainu ninggun boode gemu šurdeme yabumbi.《15・金》不像外郎如何六房里都串到。❸ 吏：dukai wailan 门吏。wailan jenduken i alarangge butui jalan i yamun, niyalmai jalan de adališarakū.《11・聊》吏隐进曰，阴曹不与人世等。"
2. 1 2  “附明衛所城站考-塔山左衞”. 滿洲源流考. 13. 不詳. "明實録作前衞即國初哈達國地明人所謂南關也正統間授部長錫赫特及其孫王台爲左都督太祖己亥年平其國"
3. ↑  一、ハダ・イェヘ両国の盛衰と勅書の争奪. “明末の海西女直と貢勅制”. 立命館文學 (579):  819.
4. ↑   乌拉国简史. 中共永吉県委史弁公室. p. 50
5. 1 2   努尔哈赤编年体传记. 1. 大連出版社. p. 135-138
6. ↑  维基百科「王忠 (哈达部长)」より引用。現在「哈达河」と呼ばれる河川は黒龍江省鶏西市鶏東県を流れていて、異なる。開原を流れるハダ･ビラは現在の清河にあたるとされる。
7. ↑  “附明衞所城站考”. 滿洲源流考. 13. 不詳. "綽拉題山衞舊訛者列帖又訛者帖列今併改按寧古塔境内有綽拉題屯"
8. ↑  维基百科は、李澍田『海西女真史料』(吉林文史出版社, 1986) p.93からの引用で「把太」とし、更に同書は『明實錄』「嘉靖十九年三月己末」の条項からの引用であると記しているが、中央研究院歴史語言研究所 (台湾) 版の『明實錄』では「把大」となっている。
9. ↑  “嘉靖十九年三月27日”. 明世宗実録. 235. 不詳
10. ↑  “嘉靖二十二年四月11日”. 明世宗實錄. 273. 不詳. "……林廷壆等勘上去秋遼東定遠靉陽等處功罪言先犯開原等處係朵顏夷人導誘北虜海西夷人王中預行傳報……"
11. ↑  “嘉靖二十二年七月18日”. 明世宗實錄. 276. 不詳. "○辛酉……○陞海西夷人都指揮僉事王中為都督僉事先是遼東撫按官言中先年冐貢害人朝命絕其入貢近中偵報虜情有功乞許其入貢仍加陞賞以示激勸詔陞中都督僉事令約束部落入貢并諭以舊罪朝廷業已置之宜益修忠順以圖報効"
12. ↑  维基百科(翻訳元)「……因帮助明廷侦查、提供女真内部情报和朵颜卫联合察哈尔蒙古想要进犯明朝边境的情报有功，……」より引用。典拠として李澍田『海西女真史料』(吉林文史出版社, 1986) p.94を挙げ、且つ同頁は『明實錄』の「嘉靖二十二年七月辛酉」(巻276) の条項からの引用であるとしている。但し、「朵颜卫联合察哈尔蒙古想要进犯明朝边境」に関する記載は巻273「嘉靖二十二年四月乙酉」の条項からの引用である。
13. ↑  脚註. “明末の海西女直と貢勅制”. 立命館文學 (579):  849.
14. ↑   叶赫那拉氏家族史研究. 吉林文史出版社. pp. 25,48
15. ↑  “附明衛所城站考-達喜穆魯衞”. 滿洲源流考. 13. 不詳. "舊訛塔魯木今改正明實録永樂四年置爲葉赫國地部長祝孔額嘗授達喜穆魯衞都督僉事即明時所稱北關也太祖乙未年滅之考葉赫相近惟達喜穆魯山南爲古尼河北爲葉赫傳聞不審誤倒其音耳"
16. ↑  “萬”. 清史稿. 223. 清史館. "葉赫部長褚孔格數爲亂，旺濟外蘭執而僇之，奪其貢敕七百道，及所部十三寨。"
17. ↑  『明世宗實錄』巻375の原文は「塔山丹等衛夷人王中等二十八人奏請陞襲都督都指揮等職許之」で、恐らく「塔山前等衛…」の誤り。
18. ↑  “嘉靖三十年七月5日”. 明世宗実録. 375. 不詳
19. 1 2   海西女真史料. 吉林文史出版社. pp. 284-285
20. ↑  维基百科「王忠 (哈达部长)」より引用。不詳。
21. ↑   海西女真史料. 吉林文史出版社. p. 276
22. ↑  “ᠰᡳᠪᡝ Sibe”. 满汉大辞典. 遼寧民族出版社. p. 500. "〔名〕① 锡伯，清初部落名，今锡伯族。"
23. ↑  “ᠰᡠᡳᡥᠠ suiha”. 新满汉大词典. 新疆人民出版社. p. 693. "[名] ❷〈地〉绥哈城 (位于今吉林省吉林市西约五十里)。"
24. ↑  ボルコン･シェジン：ᠪᠣᠯᡴᠣᠨ ᡧᡝᠵᡳᠨ, bolkon Sejin, 博爾坤舎進 (滿洲實錄、八旗滿洲氏族通譜、清史稿)。维基百科「哈达那拉氏」では「博尔坤舍进」を「博尔坤＋舍＋进」で「博尔坤がベイレ即位 (进) を放棄した (舍)」と現代語訳されているが、満文版の『滿洲實錄』にある通り、「博尔坤舍进」で人物名 (二名、或いは人名＋官職か）。簡体字では「舎shè」と「捨shě」とが「舎」に統合されている為、それで勘違いしたか。